# Алексіс Рейно
Алексіс Рейно (фр. Alexis Raynaud, нар. 19 серпня 1994, Грасс, Франція) — французький стрілець, бронзовий призер Олімпійських ігор 2016 року.

## Виступи на Олімпіадах
| Олімпіада           | Дисципліна                            | Місце |
| ------------------- | ------------------------------------- | ----- |
| Ріо-де-Жанейро 2016 | гвинтівка з трьох положень, 50 метрів | 3     |

## Зовнішні посилання
- Алексіс Рейно — олімпійська статистика на сайті Sports-Reference.com (англ.) (архівна версія)

1. ↑  https://france-u-gwangju2015.com/cmsms/index.php?page=les-medailles-tricolores